# Kentriodon
Kentriodon is een geslacht van uitgestorven tandwalvissen, in de familie Kentriodontidae. Kentriodon leefde van het Laat-Oligoceen tot het Midden-Mioceen (23,03-11,1 Ma) in de Atlantische Oceaan, de Stille Oceaan en de voormalige Paratethyszee. Op heden zijn zeven soorten binnen het geslacht beschreven. Hiermee is Kentriodon het oudste geslacht binnen de Kentriodontidae. Het is waarschijnlijk dat het geslacht de voorloper is van een aantal moderne dolfijnen.
Het geslacht Grypolithax Kellogg, 1931, wordt vandaag de dag gezien als een synoniem van Kentriodon.

## Beschrijving en ecologie
Terwijl de familie Kentriodontidae zelf al een vrij omvangrijke groep van tandwalvissen is, is het typegeslacht Kentriodon met zeven beschreven soorten het meest diverse geslacht binnen de Kentriodontidae. Kentriodon bestond uit kleine tot middelgrote tandwalvissen met een grotendeels symmetrische schedel.
Net als voor andere kentriodontines veronderstelt men dat Kentriodon zich voornamelijk voedde met kleine vissen en  andere nektonische organismen die ze vingen via echolocatie. De diversiteit, morfologie en verspreiding van de Kentriodon-fossielen is min of meer gelijkaardig aan die van sommige modern dolfijnensoorten. Op basis van deze overeenkomsten is het niet onwaarschijnlijk dat Kentriodon - net als vele moderne dolfijnen - in groepen leefde.

## Soorten
- Kentriodon pernix Kellogg, 1927 (typesoort)[1]
- Kentriodon fuchsii (Brandt, 1873)[2]
- Kentriodon hobetsu Ichishima, 1995[3]
- Kentriodon obscurus (Kellogg, 1931)[4]
- Kentriodon schneideri Whitmore and Kaltenbach, 2008[5]
- Kentriodon diusinus Salinas-Márquez, Barnes, Flores-Trujillo, Aranda-Manteca, 2014[6]
- Kentriodon hoepfneri Kazár & Hampe, 2014[7]